# Niels Kaj Jerne
Niels K. Jerne FRS (Londres, Inglaterra, 23 de diciembre de 1911-Castillon du Gard, cerca de Nîmes, Gard, Francia, 7 de octubre de 1994) fue un inmunólogo danés. Estudió medicina en la Universidad de Leiden, Holanda y en la Universidad de Copenhague, Dinamarca, donde obtuvo el doctorado con una tesis sobre características de los anticuerpos. Trabajó alternativamente en Estados Unidos y Dinamarca. Fue director de la sección de inmunología de la OMS en Ginebra. A partir de 1969 fue director del Instituto de Inmunología de Basilea, que le otorgó la calidad de profesor emérito.
Junto con César Milstein y Georges J.F. Kohler obtuvo el Premio Nobel de Fisiología o Medicina en el año 1984, por sus teorías sobre la especificidad en el desarrollo y control de los sistemas inmunitarios y por el descubrimiento del principio activo de la producción de anticuerpos monoclonales.